# Lycoris guangxiensis
Lycoris guangxiensis är en amaryllisväxtart som beskrevs av Y.Xu och G.J.Fan. Lycoris guangxiensis ingår i släktet Lycoris och familjen amaryllisväxter. Inga underarter finns listade i Catalogue of Life.